# Adolf Schärf
Adolf Schärf ( [ˈaːdɔlf ʃɛʁf]; 20. dubna 1890, Mikulov – 28. února 1965, Vídeň) byl rakouský politik a právník původem z jihomoravských Sudet. V letech 1957–1965 byl prezidentem Rakouska, zemřel v úřadě. V letech 1945–1957 byl vicekancléřem Rakouska. Byl představitelem Sociálně demokratické strany Rakouska (SPÖ), jejímž předsedou byl v letech 1945–1957, a patřil tak k zakladatelům rakouského politického modelu (založeného na velkých koalicích socialistů a lidovců) i rakouské verze sociálního státu.
Vystudoval práva na Vídeňské univerzitě. Po první světové válce se začal angažovat v sociálně demokratické straně, kvůli čemuž byl po pádu demokracie v Rakousku roku 1934 krátce vězněn. Po propuštění se stáhl z politiky a věnoval se právu. Po druhé světové válce mu však bylo vyčítáno, že arizoval židovský majetek, mimo jiné právní firmu, která nebyla nikdy navrácena původnímu majiteli, Arnoldu Eislerovi.